# Statcoulomb
De statcoulomb (statC) of Franklin (Fr) is de eenheid voor lading in het cgs-eenhedenstelsel.
1 statC = 1 Fr = 3,33564×10−10 C
De omrekeningsfactor 3,33564×10−10 is het omgekeerde van de lichtsnelheid in decimeter per seconde.
De statcoulomb is geen SI-eenheid. Gebruik in het handelsverkeer is in de EU niet toegestaan.